# Frost/Nixon
Frost/Nixon är en amerikansk film från 2008, regisserad av Ron Howard.

## Frost/Nixon
Filmen handlar om en större intervjuserie som den brittiske journalisten och talkshowvärden David Frost höll med den före detta amerikanska presidenten Richard Nixon. Richard Nixon hade då hållit sig undan offentligheten sedan tvingats avgå som följd av Watergateskandalen. Filmen tar sin början då affären precis har kulminerat och Nixon håller sitt avskedstal till nationen. Talet ses av 400 miljoner människor och den brittiske talkshowvärden David Frost får upp ögonen för Nixons attraktionskraft som intervjuoffer, men Richard Nixon väljer att försvinna från rampljuset. År 1977, nästan tre år efter avgången tackar Nixon ja till att bli intervjuad av Frost av två orsaker. För det första får han 600 000 dollar för besväret. För det andra tror han inte att Frost kommer att ställa några svåra frågor vilket kommer att ge honom friheten att berätta historien från sin synvinkel och på så sätt framstå i bättre dager.
De båda parterna enas om tolv inspelningsdagar från vilka materialet ska klippas ner till fyra 90-minutersprogram där vardera ska tillägnas ett separat ämne. Inrikesärenden, utrikespolitik, Nixon-mannen och Watergate är rubrikerna.
Finansieringen av projektet blir dock ett problem eftersom inga av de stora TV-bolagen vill vara med och finansiera det. De anser att trovärdigheten är låg, eftersom Frost tidigare bara jobbat med underhållning. Frost tvingas låna pengar av vänner och gå in med eget kapital för att kunna genomföra intervjuerna. Dessutom får de lov att producera allting själva.
Frost och hans producent John Birt rekryterar två män som ska hjälpa dem med research och andra förberedelser inför intervjuerna. Männen är Bob Zelnik, politisk radioreporter med stor erfarenhet av Nixon, samt James Reston Jr., författare med fyra böcker om Nixon på sitt CV.
När intervjuerna inleds har Frost problem att göra det obekvämt och svårt för Nixon. Nixon tar sig igenom de tre första ämnena som vinnare och kontrollerar händelseutvecklingen. Det sista ämnet som ska avhandlas är dock Watergate vilket ska komma att bli betydligt tuffare. Frost och hans team jobbar stenhårt inför den sista inspelningen och lyckas överraska Nixon med nya avslöjanden. Nixon trängs in i ett hörn och tvingas till slut erkänna sina misstag och be landet om ursäkt, vilket han hittills inte hade gjort.

## Om filmen
Filmen visades i SVT i oktober 2019. 

## Rollista
- Frank Langella – Richard Nixon
- Michael Sheen – David Frost
- Patty McCormack – Pat Nixon
- Kevin Bacon – Jack Brennan
- Oliver Platt – Bob Zelnick
- Sam Rockwell – James Reston Jr.
- Matthew Macfadyen – John Birt
- Rebecca Hall – Caroline Cushing
- Toby Jones – Swifty Lazar
- Andy Milder – Frank Gannon
- Gene Boyer – sig själv